# Oribatula torrijosi
Oribatula torrijosi är en kvalsterart som beskrevs av Subías, Ruiz och Kahwash 1990. Oribatula torrijosi ingår i släktet Oribatula och familjen Oribatulidae. Inga underarter finns listade i Catalogue of Life.